# Malva cathayensis
Malva cathayensis är en malvaväxtart som beskrevs av M.G.Gilbert, Y.Tang och Dorr. Malva cathayensis ingår i Malvasläktet som ingår i familjen malvaväxter. Inga underarter finns listade i Catalogue of Life.